# Тассілі-н'Адджер
Тассілі-н'Адджер, Тассілі (Tassili n'Ajjer, в перекладі з туарезької — «плато річок», араб. طاسيلي ناجّر) — плато в південно-східній частині Алжиру, в пустелі Сахара. На плато в різні роки були знайдені петрогліфи, датовані від 7 тисячоліття до н. е. до VII століття н. е.

## Географія
Довжина плато — близько 500 км. Найвищою точкою є гора Джебель-Азао (2158 м, 25°10′ пн. ш. 8°11′ сх. д. / 25.167° пн. ш. 8.183° сх. д.). Найближче місто — Джанет, близько 10 км на південний захід.
Велика частина плато, включаючи кипариси і археологічні майданчики, з 1972 року входить до складу національного парку, біосферного заповідника і світової спадщини ЮНЕСКО під назвою «Національний парк Тассілі-н'Адджер» загальною площею близько 72 000 км².

## Геологія
Гірське пасмо складається з пісковика. Через ерозію тут утворилося безліч (понад 300) природних кам'яних арок, так само як і безліч інших вражаючих об'єктів. Пасмо прорізає ваді — висохлі русла річок, які колись тут протікали. Існує безліч печер.

## Екологія
Внаслідок висоти і вологоутримуючих властивостей пісковика, вегетаційний період рослин трохи більше, ніж у навколишній пустелі; тому тут можливе існування зникаючих ендемічних видів сахарського кипариса і сахарського мірта у верхів'ях східної частини плато.
Буквальний переклад назви гряди — «Плато річок» — належить до того періоду, коли тутешній клімат був куди вологішим, ніж сьогодні.

## Історія відкриття

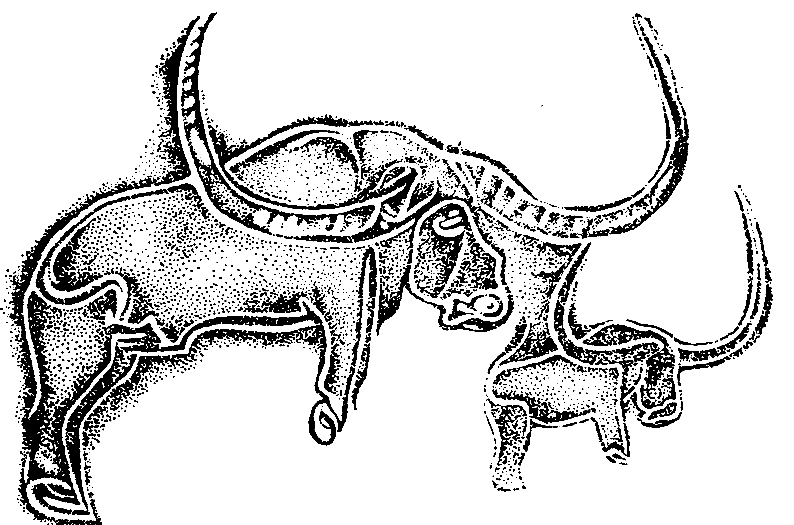
Буйволи

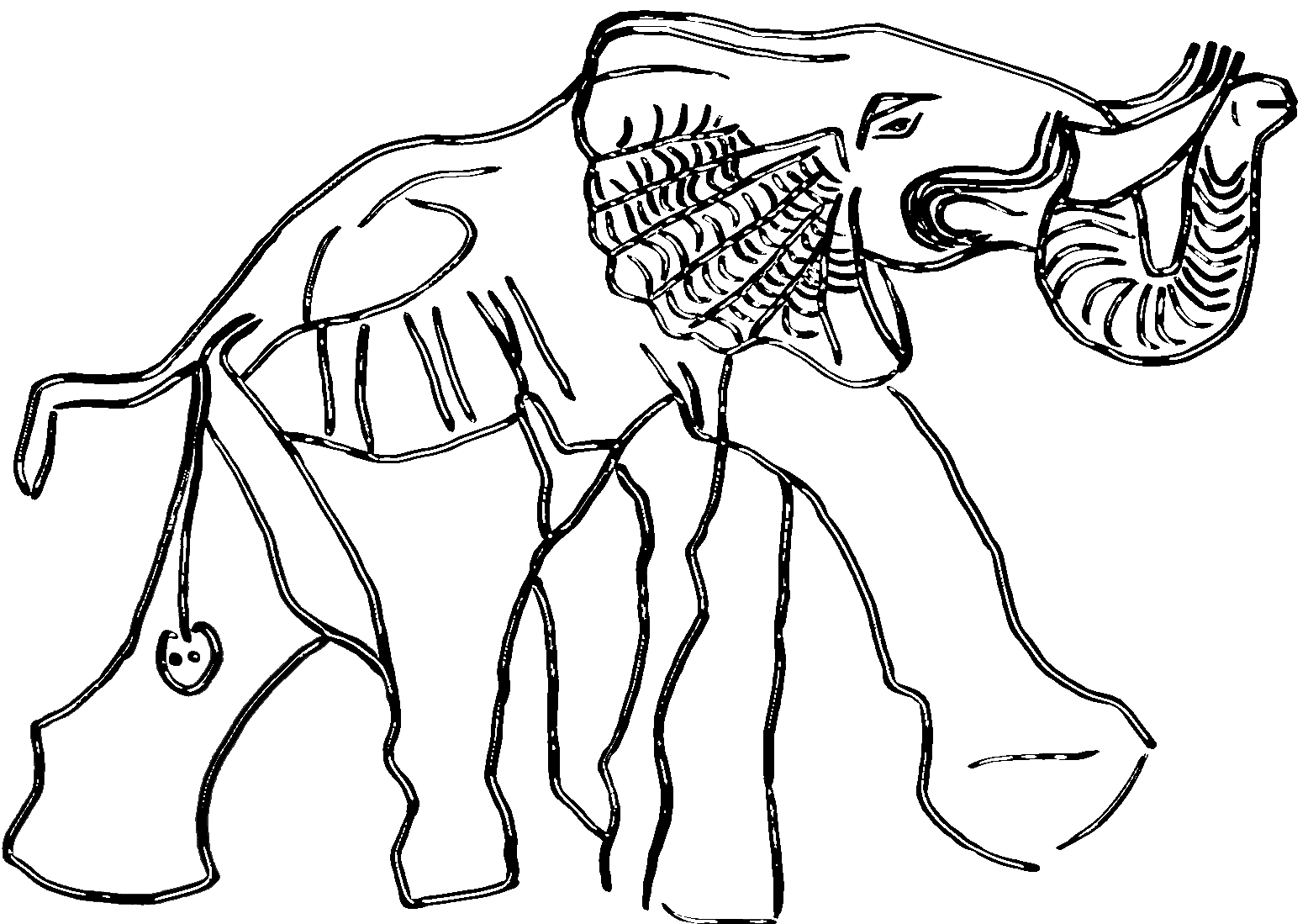
Слон

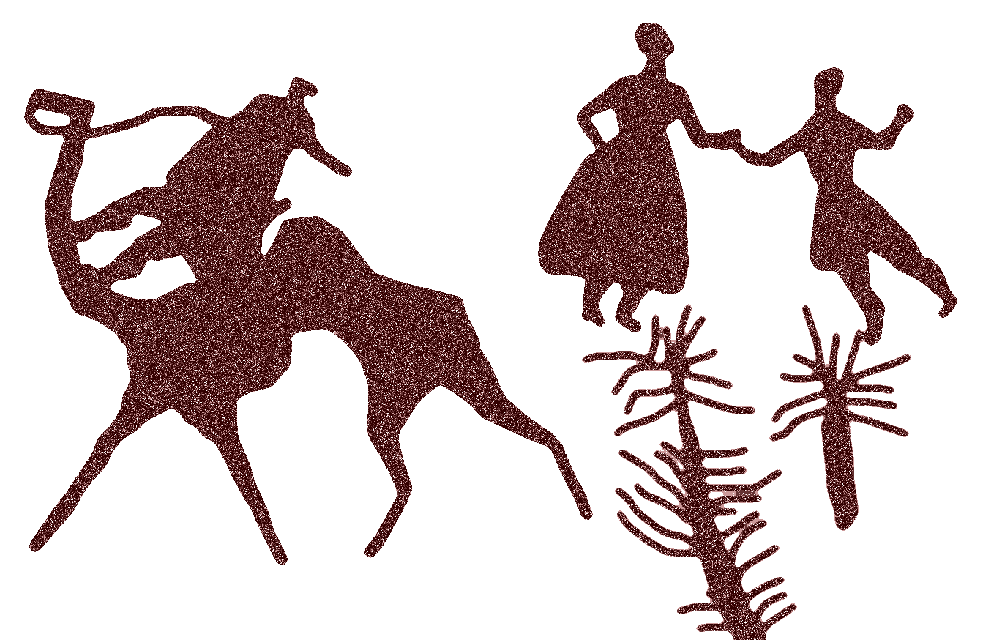
Верблюди

Вперше малюнки на плато Тассілі-н'Адджер були помічені Кортьє в 1909 році. Французький офіцер Бренан провів у цьому районі Сахари вісім років (з 1932 по 1940), і зробив багато замальовок, які пізніше показав А. Брейлю. Брейль задумав організувати експедицію, але планам завадила Друга світова війна. Після війни Брейль видав замальовки Бренан, супроводивши їх описом. Оскільки замальовки були неточні й передавали лише ідею, то й трактування вони отримали дуже вільне. Наприклад, Брейль в зображеннях бачив цілі сцени з морально-етичним змістом, як у випадку з «Жозефіною, що продається своїми сестрами»: це сцена, де зображена група жінок, одну з яких — «Жозефіну» — її сестри насильно тягнуть до групи чоловіків, що стоять поруч.
У 1933 році вийшла книга Л. Жолео, в якій він намітив періодизацію малюнків з чотирьох часових відрізків:
- «епоха буйвола», яку складали реалістичні малюнки носорогів, слонів, жирафів і людей так званого «бушменського типу»;
- «епоха африканського слона», коли з'являються зображення домашніх тварин, у тому числі пов'язані з культурою сонця: баран з сонячним диском на голові, а потім і «сонячний бик»;
- малюнки, де з'являється кінь, колесо і колісниці;
- «епоха верблюда» — остання група.

У 1935 році французький археолог Рейгасс ненадовго відвідав цей район. Знайомий з багатьма розписами Сахари, Рейгасс створив приблизну періодизацію малюнків. Найстародавнішими він визначив петрогліфи, що зображують тварин тропічної фауни: гіпопотамів, носорогів, великої рогатої худоби, жирафів, буйволів, антилоп і страусів; до другої групи він відніс багатобарвні і більше умовні розписи з великою рогатою худобою, а також колісницями. Дуже приблизне і обережне датування потребувало перевірки, і в 1956-57 роках керівництво експедиції було доручено Анрі Лоту, який вже відвідував цей район в 1934 році, був знайомий з Брейлі і брав участь в публікації його роботи.
Анрі Лот підготувався ґрунтовно, і півтора року вивчав малюнки разом з групою художників і фотографів. Експедиція Лота підтвердила правильність датування Рейгасса. Після повернення Лот опублікував книгу «У пошуках фресок Тассілі» з живим і цікавим описом своєї експедиції. У книзі Лот поряд із серйозними даними висловив кілька малоймовірних гіпотез про походження народу фульбе від неолітичного населення Сахари на підставі схожості жіночих зачісок на малюнках і у самих фульбе. Через кілька років після експедиції один з її учасників, фотограф Жан-Домінік Лажу, знову вирушив у відомі йому печери і місцевості, провів там 10 місяців, зробив наново всі малюнки і видав книгу, в якій всі фотографії були супроводжені дуже мізерними, але тверезими коментарями. Наприклад, Лажу застерігав про умовність спроб визначення віку зображень за їх стилем. Він також вказав, що малюнки не дають достатніх підстав для визначення видів тварин або расової приналежності зображених людей. Він стверджував, що при визначенні віку або раси вирішальне значення мають дослідження кісткових останків. Таким же чином він критикував спроби Лота визначити вік зображень за послідовністю нашарувань малюнків.
Пізніші дослідження, проведені італійцем Фабріціо Морі, що обстежив сусідній район на кордоні Алжиру з Лівією, зібрали інформацію, яка допомогла визначити датування зображень Тассілі більш точно. Дослідження палінології показали, що передбачуваний вік малюнків давніший, ніж думали раніше. Дані розкопок у сусідніх районах показали, що неоліт суданської традиції — тобто Тассілі-н'Адджер і Еннеді — давніше неоліту Південної Європи і Киренаїки, а кераміка у Східній та Центральній Сахарі з'явилася одночасно з керамікою в Передній Азії.

## Археологічні знахідки

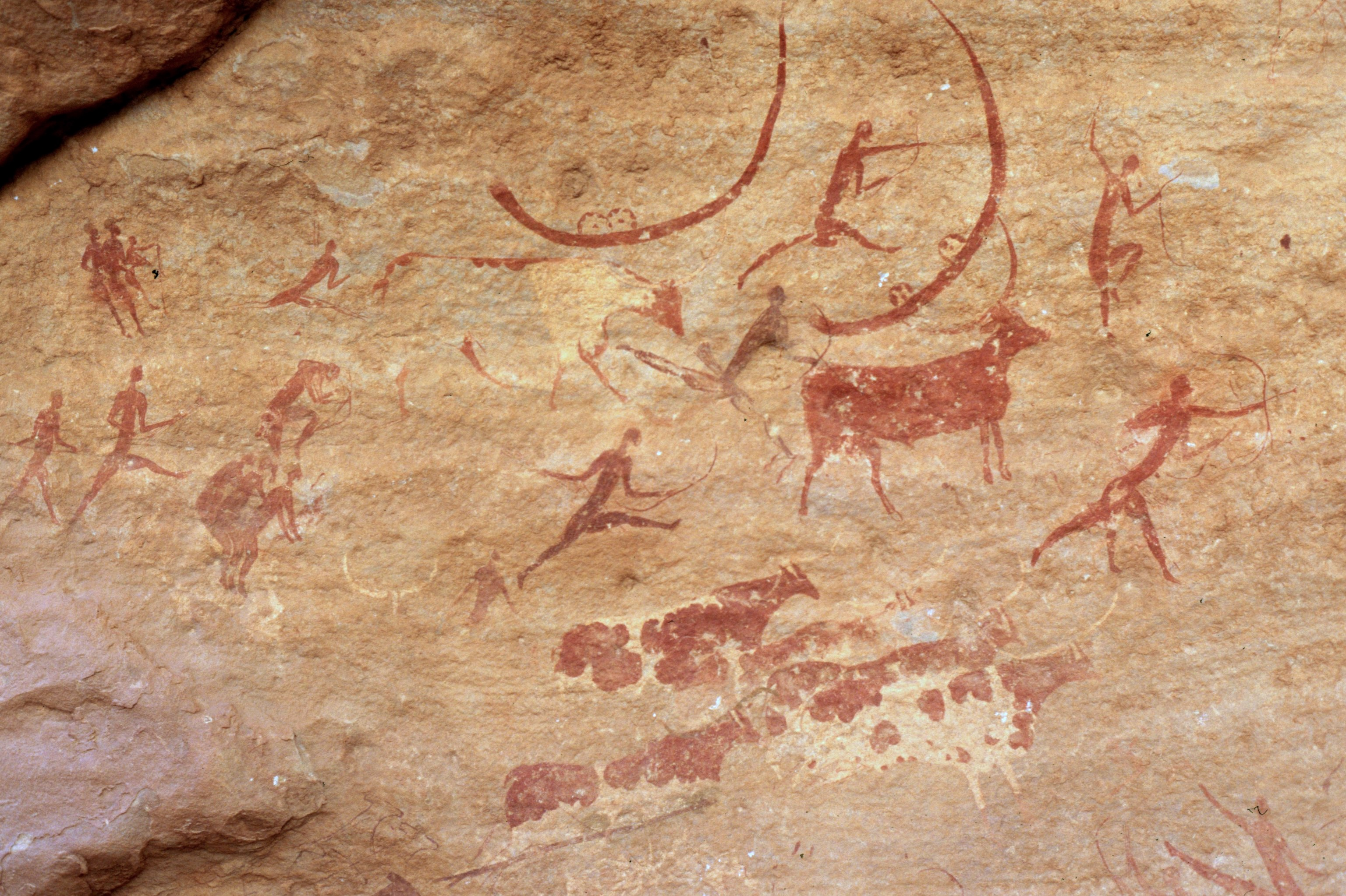
Сцена полювання

Всесвітню популярність плато Тассілі принесли виявлені тут в 1909 році величезні яскраві малюнки, що зображають людей, тварин і сцени з життя. Ці малюнки говорять про те, що нині млява пустеля була колись родючої місцевістю, просторами якої бродили величезні стада тварин, а на берегах річок і озер селилися люди, які займалися полюванням, збиральництвом і виловом риби.

### Малюнки
Виконані в різних стилях, малюнки відносяться до різних часових періодів. Найранішні — петрогліфи, покриті темним шаром патини — виконані в натуралістичному стилі і датуються 6000 — 2000 років до н.е. Це переважно сцени полювання та зображення тварин так званої «ефіопської» фауни: слонів, носорогів, жирафів, гіпопотамів, крокодилів, страусів, антилоп, вимерлого виду буйвола та ін. Тварини зображені дуже реалістично. Є деякі малюнки, виконані і пізніше, але їх стиль вже відрізняється. Люди, зображені тут, відносяться до так званого «бушменського типу». Це люди в масках, з луками і стрілами. Дослідник малюнків Тассілі Анрі Лот, який вивчав їх в 1956–1957 роках, називав їх «круглоголові люди».
Пізніші малюнки, вік яких визначається періодом кінця 3000 — 1000 років до н. е., виконані фарбами, і зображують домашніх тварин. Це вівці, кози, велика рогата худоба. Крім того, тут зустрічаються зображення коня, собаки, муфлони, слони і зрідка — жирафи. Малюнки виконані більш умовно, ніж попередня група. Люди зазвичай у масках, з луками і стрілами, дротиками, сокирами та кривими палицями. Чоловіки одягнені в короткі широкі плащі, жінки — у спідницях. Іноді жінки мають яскраво виражену стеатопігію, а чоловіки зображені з ниткоподібними фігурами, нагадуючи розписи Південної Африки. Ці барвисті малюнки виконані племенами скотарів, що займаються також полюванням і збиранням.
Також були знайдені зображення коней і возів з колесами, що відносяться до середини 2 тисячоліття до н. е. — початку нашої ери.
У малюнках, що зображають биків або баранів з сонячним диском на голові, бачили результат єгипетського впливу і пов'язували з культом Ра, однак існує і думка, що шанування сонця було поширене по всій Лівії. Можливо, від них культ сонця проник в долину Нілу, оскільки ці малюнки давніші за культ Амона-Ра в Єгипті.
Поява верблюда на малюнках відповідає 200 — 700 рр. н. е. і знаменує четвертий період — «період верблюда».
Археологія Тассілі-н'Адджеру не обмежується одними лише малюнками (яких тут сотні тисяч). Серед скель також було знайдено безліч наконечників стріл, скребків, кісток, зернотерток, кам'яних ножів і подібних знарядь людини. Радіовуглецевий аналіз органічних залишків дав можливість більш точно визначити час перебування тут людини.